# 麥克·穆德
麥克·穆德（1986年2月27日—）為荷蘭競速滑冰運動員。在2014年索契冬奧奪得500公尺金牌和1000公尺銅牌，在2012年世界單向競速滑冰錦標賽500公尺項目奪得銀牌。他的雙胞胎兄弟羅納德·穆德也是競速滑冰運動員。